# 살의의 아침
《살의의 아침》(영어: The Morning After)은 미국에서 제작된 시드니 루멧 감독의 1986년 심리 스릴러 영화이다. 제인 폰다, 제프 브리지스, 라울 훌리아 등이 출연하였고, 브루스 길버트 등이 제작에 참여하였다.

## 줄거리
1986년. 한물간 알코올 의존증 배우 앨릭스는 추수감사절날 아침 사진작가 보비 코섁의 로스앤젤레스 아파트에서 깨어난다.
심한 숙취로 전날 기억이 끊겨 있는 앨릭스는 보비의 시체를 발견하고 놀라 10년째 별거 중이지만 사이가 좋은 남편 재키에게 전화를 건다. 재키는 경찰에 신고하라고 권하지만 앨릭스는 도망치기로 결심하고 공항으로 향한다.
그러나 공항이 추수감사절 이동객으로 붐비는 통에 앨릭스는 비행기 표를 구하지 못하고, 주차장에서 만난 전직 경찰관 터너의 차를 얻어타고 시내로 돌아온다. 두 사람은 앨릭스의 집에서 조촐한 추수감사절 저녁 식사를 한다.
다음날 앨릭스는 욕실에서 보비의 시체를 마주하고 경악해 집에서 뛰쳐나온다. 터너는 앨릭스를 아는 누군가가 앨릭스에게 누명을 씌우려는 중이라고 의심하는데...

## 출연
- 제인 폰다 - 알렉산드라 "앨릭스" 스턴버건 / 비버카 밴로런(예명) 역
- 제프 브리지스 - 터너 켄들, 전직 경찰관 역
- 라울 훌리아 - 와킨 "재키" 머네로, 앨릭스의 미용사 남편 역
- 다이앤 샐린저 - 이저벨 하딩, 재키의 새 연인이 된 사교계 명사 역
- 리처드 포런지 - 허브 그린바움 경사 역
- 제프리 스콧 - 보비 코섁 역
- 코리 이버슨 - 미스 올림피아 역
- 캐슬린 윌호이트 - "레드", 재키의 조수 역
- 캐시 베이츠 - 코섁의 이웃 역
- 프랜시스 버건 - 하딩 부인, 이저벨의 어머니 역

## 기타 제작진
- 협력 제작: 볼프강 글라테스
- 배역: 낸시 클로퍼
- 미술: 앨버트 브레너
- 의상: 앤 로스